# 厄齊沃特 (阿拉巴馬州)
厄齊沃特（英語：Edgewater）是一個位於美國阿拉巴馬州傑佛遜縣的非建制地區和人口普查指定地區。根據2010年美國人口普查，該地共人口883人。

## 地理
厄齊沃特的座標為33°31′23″N 86°57′23″W / 33.523106°N 86.956525°W，而該地最高點為海拔高度162米（即531英尺）。